# Wenanty Burdziński

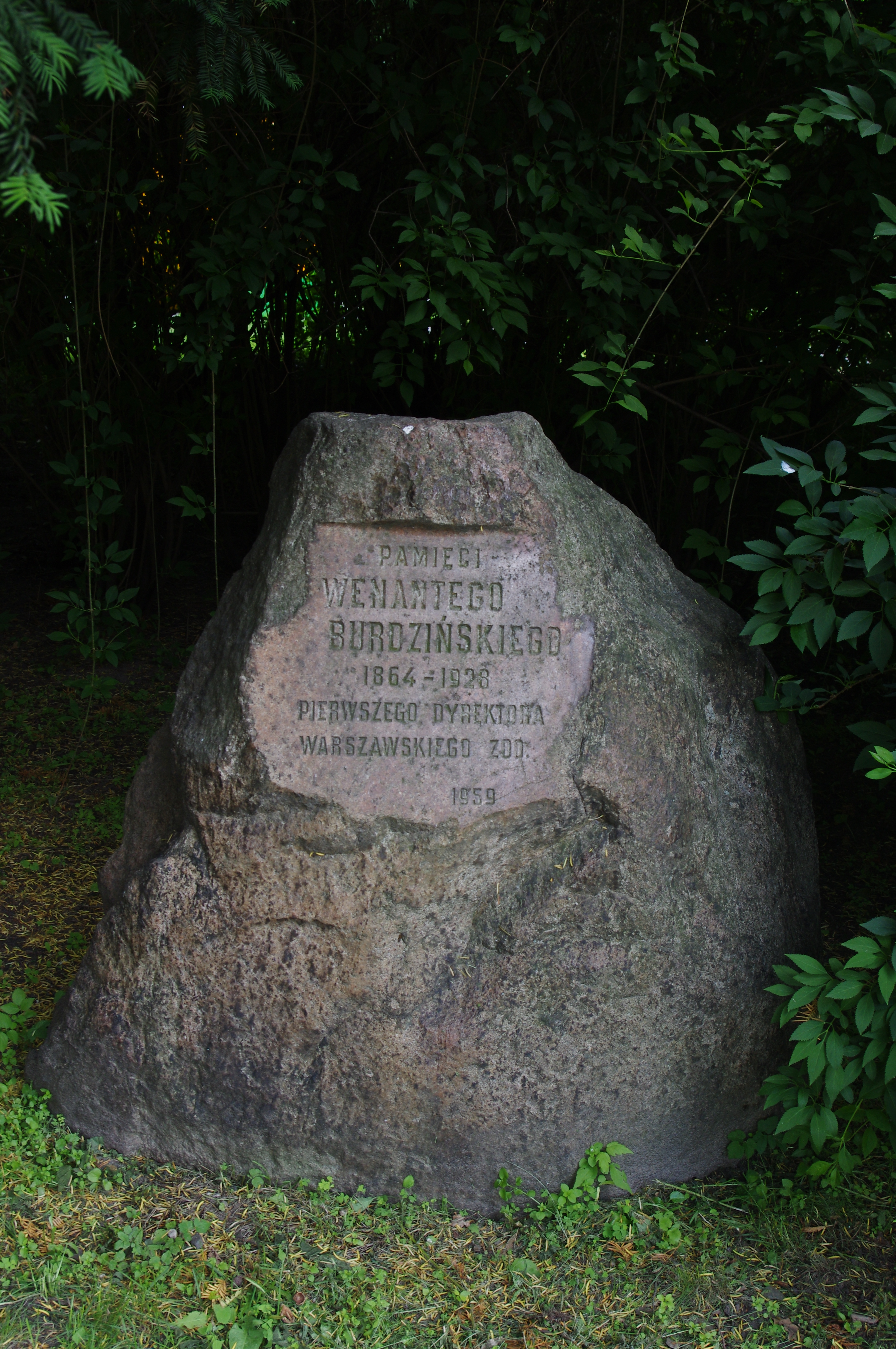
Kamień upamiętniający Wenantego Burdzińskiego w Ogrodzie Zoologicznym w Warszawie

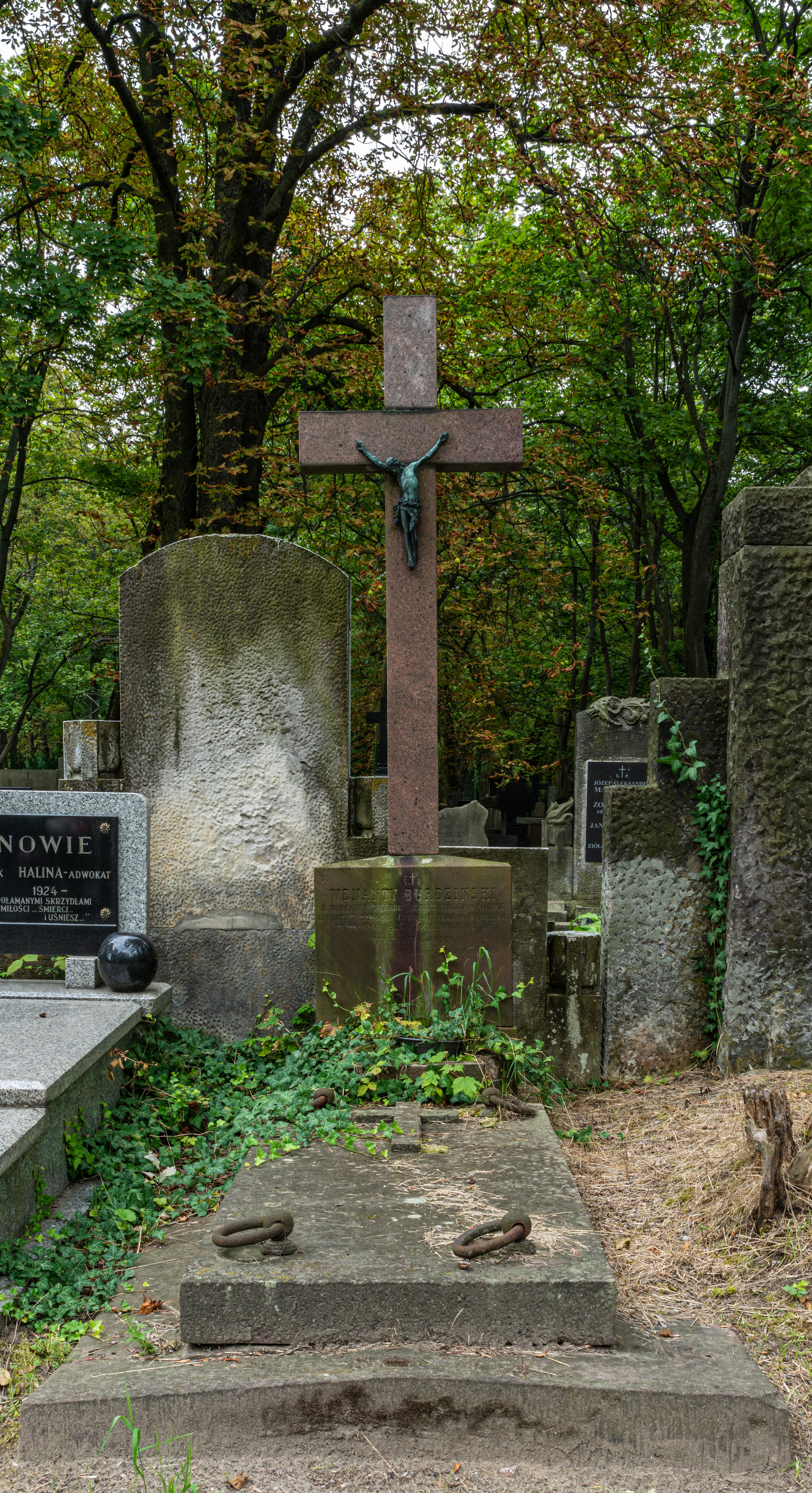
Grób Wenantego Burdzińskiego na cmentarzu Powązkowskim

Wenanty Burdziński (ur. 18 maja 1864 w Sieliszczu koło Kaniowa w guberni kijowskiej, zm. 17 grudnia 1928 w Warszawie) – polski przyrodnik, założyciel ogrodów zoologicznych w Kijowie i Warszawie. 

## Życiorys
Urodził się na Naddnieprzańskiej Ukrainie w rodzinie agronoma zarządzającego lokalną cukrownią. Po ukończeniu gimnazjum w Kijowie studiował medycynę na Uniwersytecie Kijowskim, później przeniósł się na Wydział Prawa, który ukończył w 1892. Po studiach przeprowadził się do rodzinnego majątku Kazimierzówki w guberni połtawskiej, gdzie poświęcił się gospodarowaniu. Po śmierci ojca w 1906 znalazł się ponownie w Kijowie, gdzie podjął starania o utworzenie ogrodu zoologicznego na bazie istniejącego przy ul. Wielkiej Włodzimierskiej ogrodu botanicznego należącego do Uniwersytetu Włodzimierza Wielkiego. Ostatecznie kijowskie zoo zostało otwarte w 1907 lub 1909 r.. Dyrektorem placówki został Burdziński, który piastował to stanowisko do 1923. 
Po odzyskaniu przez Polskę niepodległości w 1918 podjął decyzję o przeniesieniu się do kraju – przez krótki czas zamieszkał u brata w Wilnie, by w 1925 znaleźć się w Warszawie, gdzie podjął starania o założenie stołecznego ogrodu zoologicznego, którego został pierwszym dyrektorem. 
Zmarł w wyniku nieleczonego przeziębienia w grudniu 1928. Pochowany został na cmentarzu Powązkowskim, kw. 100-6-7.